# 堂·A·亚当斯
唐·A·亚当斯（Don Alden Adams）是截至2005年的守望台圣经书社社长, 耶和华见证人的合法机构中一个重要职务。"他曾经担任内森·诺尔的秘书，美国伯特利家庭成员，区域监督。

## 家庭背景
唐亚当斯于大约 1925年 出生在美国的伊利诺斯州的一个大家庭。 父亲威廉·卡尔·亚当斯和母亲玛丽有五个孩子，三个男孩分别是唐、乔尔和卡尔，妹妹乔伊年纪最小，若塔则最大。他的家庭原本属于圣公会。由于家人对教堂神父的政治态度过于积极而脱离教会。
他的母亲首先对耶和华见证人的观点产生兴趣，之后就是孩子们。他的父亲开始時对耶和华见证人的信仰不感兴趣。堂作为先驱1943年1月开始全时传道工作因而获得兵役豁免。但他的一个弟弟没有获得豁免。这样他的父亲就把政府告上法庭。 后来他还帮助其他见证人处理这样的问题。由於對见证人和聖經的了解，他后来也受浸成为一名耶和华见证人。他的姐姐若塔1950年成为海外传道员在多米尼加共和国工作。  

## 服侍职务
堂和两个兄弟开始在 纽约总部服务，他在相当一段时间服务于不同的部门。 1950年开始他们兄弟三人都在纽约的伯特立之家服务。在先前的职务里, 唐作为秘书为守望台社社长 内森·霍默·诺尔服务，督導全球的传道工作。唐不时奉派探访其他国家地区的分部和当地的海外传道员。   亚洲、 非洲、 欧洲和南北美洲各处都有他的足迹。唐的妻子多洛蕾丝一直陪伴他。
2000年末,他继 米尔顿·乔治·韩素尔之后，被委任为守望台社总经理 ，他是守望台圣经书社改革后第一任总经理，从他开始守望台社的社长不再兼任总经理职务。

## 参看
- 耶和华见证人
- 耶和华见证人的治理机构
- 米尔顿·乔治·韩素尔
- 内森·霍默·诺尔
- 守望台圣经书社